# Ліня (гміна)
Гміна Ліня (пол. Gmina Linia) — сільська гміна у північній Польщі. Належить до Вейгеровського повіту Поморського воєводства.
Станом на 31 грудня 2011 у гміні проживало 5999 осіб.

## Територія
Згідно з даними за 2007 рік площа гміни становила 119.82 км², у тому числі:
- орні землі: 52.00%
- ліси: 37.00%

Таким чином, площа гміни становить 9.34% площі повіту.

## Населення
Станом на 31 грудня 2011:
| Опис     | Загалом | Загалом | Чоловіки | Чоловіки | Жінки | Жінки |
| -------- | ------- | ------- | -------- | -------- | ----- | ----- |
| одиниця  | осіб    | %       | осіб     | %        | осіб  | %     |
| все      | 5999    | 100     | 3023     | 50.39    | 2976  | 49.61 |
| міське   | 0       | 100     | 0        |          | 0     |       |
| сільське | 5999    | 100     | 3023     | 50.39    | 2976  | 49.61 |

## Сусідні гміни
Гміна Ліня межує з такими гмінами: Картузи, Ленчице, Люзіно, Сераковіце, Цевіце, Шемуд.